# Ceratostylis sessilis
Ceratostylis sessilis är en orkidéart som beskrevs av Johannes Jacobus Smith. Ceratostylis sessilis ingår i släktet Ceratostylis och familjen orkidéer. Inga underarter finns listade i Catalogue of Life.